# Poa legionensis
Poa legionensis là một loài thực vật có hoa trong họ Hòa thảo. Loài này được (Laínz) Fern.Casas & M.Laínz miêu tả khoa học đầu tiên năm 1982.